# Schwalm
Pour la Schwalm, nom allemand de la Swalm, voir Swalm.
La Schwalm est une rivière d'Allemagne située dans la Hesse, affluent de l'Eder.

## Géographie
Elle prend sa source au nord du Vogelsberg. Elle coule ensuite vers le nord en passant par Alsfeld, Schwalmstadt et Borken. La Schwalm se jette dans l'Eder près de Wabern, à l'est de Fritzlar, après un parcours total de 97 km.

## Principaux affluents

### En rive droite
- Grenff (de)
- Efze (de)

### En rive gauche
- Antrift (de)
- Wiera (Schwalm) (de)
- Gilsa (Schwalm) (de)
- Urff (de)